# Асано (дзайбацу)
«Асано» (яп. 浅野財閥) — было самым большим из общенациональных дзайбацу второго ряда и, таким образом, являлось пятым по величине дзайбацу Японии.
В 1940 году у дзайбацу «Асано» было 64 компании; а в 1943 году – 94 компании. В этот период «Асано» практически монополизировал цементную промышленность Японии.

## История
Происхождение дзайбацу «Асано» заметно отличается от других дзайбацу, так как развивалось не из политического бизнеса купеческих семей или семейного горнодобывающего предприятия.
Основатель дзайбацу Асано Соитиро приехал в Токио из префектуры Тояма и прошёл путь от торговца сахарной водой до хозяина различных малых предприятий розничной торговли: дровами, древесным и каменным углём. В это время одним из основных способов использования каменного угля было получение из него коксового газа, использовавшегося в осветительных приборах. При производстве газа уголь нагревают до высокой температуры без доступа кислорода, в результате чего образуется кокс. Кокс является ценным топливом и необходим в чёрной металлургии, но в то время кокс больше нигде не использовался.
Асано увидел возможность использовать кокс в качестве топлива на открытом 16 апреля 1883 государственном цементном заводе Сэмэнто коба (яп. セメント工場), где цемент производился нагреванием глины и известняка до высокой температуры. Асано убедил также Токийскую бумажную фабрику использовать кокс в качестве топлива. После успеха продаж кокса в качестве топлива, Асано перешёл к захвату основной доли рынка угля, сбывая продукцию государственной угольной шахты на Хоккайдо. В 1884 году он выкупил государственный цементный завод. В феврале 1898 года завод был преобразован в компанию «Асано сэмэнто», которая в октябре 1912 года была преобразована в акционерное общество, а в процессе ликвидации дзайбацу после Второй мировой войны переименована в «Нихон сэмэнто». 1 октября 1998 года она объединилась с акционерным обществом «Титибу Онода» в АО Taiheiyo Cement, крупнейшего производителя цемента в Японии.
Для вывоза угля с Хоккайдо и перевозки цемента собственного производства, в ноябре 1886 Асано приобрёл четыре парохода. На их базе 1 июля 1896 года создана судоходная компания Toyo Kisen K.K. В процессе ликвидации дзайбацу она была переименована в Toyo Shosen K.K.; в январе 1950 компания вернула себе прежнее наименование, а 31 марта 1960 была поглощена Nippon Yusosen K.K.
В 1908 создано строительное предприятие Daikibo umetateru jigyo, в марте 1912 преобразованное в Tsurumi Reclamation Association, а 4 марта 1914 инкорпорированое как Tsurumi Marine Works. 23 января 1920 преобразовано в Tokyo Bay Marine Works, 30 апреля 1944 слилось с Kouwan Kogyo в Toa Kowan Kogyo, 1 декабря 1973 переименованную в TOA Harbour Works, а 1 апреля 1987 корпоративное название изменено на TOA Corporation.
8 июня 1912 создана трубная компания Nippon Kokan K.K. с капиталом 2 миллиона иен, ставшей крупнейшим производителем стальных труб в Японии, а также крупной компанией чёрной металлургии и судостроения. 28 декабря 1946 распущена в процессе ликвидации дзайбацу, в дальнейшем восстановлена под прежним именем. 27 сентября 2002 объединилась с металлургическим подразделением концерна Kawasaki Heavy Industries, компанией Kawasaki Steel Corporation в многоотраслевой конгломерат JFE Holdings, JFE — сокращение названия «Японское предприятие будущего» (англ. Japan Future Enterprise). В настоящее время[когда?] конгломерат является второй по величине компанией чёрной металлургии в Японии. В дальнейшем созданное 1 октября 2002 судостроительное подразделение холдинга, Universal Shipbuilding Corporation, была преобразована в совместное предприятие с Hitachi Zosen Corporation, получив от него часть судостроительных мощностей.
В 1918 создана универсальная торговая компания Asano Bussan, распущенная 28 декабря 1946 в процессе ликвидации дзайбацу. В дальнейшем восстановлена под именем Tokyo Tsusho Kaisha. В 1961 году переименована в Totsu, а в апреле 1966 поглощена Marubeni Corporation, пятой по величине торговой компанией Японии.
В 1914 семейное предприятие преобразовано в холдинговую компанию Asano Goshi Kaisha, в августе 1918 преобразованную в Asano Dousoku, а в июне 1944 года — в Asano Honsha. В ходе ликвидации дзайбацу Asano Honsha была распущена 7 декабря 1946, на этом история дзайбацу «Асано» закончилась.

## Собственники и руководители

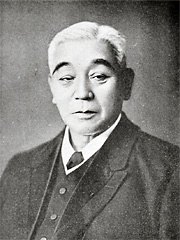
Асано Соитиро (1848—1930)

Дзайбацу «Асано» непосредственно управляли собственники.
- Первым был сам основатель, Асано Соитиро.
- Вторым был его старший сын, тоже Асано Соитиро, управлявший компанией с 9 ноября 1930 до мая 1946.

## Современные компании — наследники
- JFE Holdings
- Marubeni
- Taiheiyo Cement[англ.]
- TOA Corporation[англ.]
- Showa Line Ltd. в 1998 году слилась с NYK Line[5]